# Хижняк, Антон Фёдорович
Анто́н Фёдорович Хижня́к (1907—1993) — советский и украинский писатель. Член ВКП(б) с 1932 года.

## Биография
Родился 25 ноября (8 декабря) 1907 года в селе Зачепиловка (ныне Харьковская область, Украина) в крестьянской семье.
В 1941 году окончил ХГПИ.
Печататься начал в 1927 году. Первая повесть, «Голубая кровь», была написана в стенах Красноградского краеведческого музея, в котором он пользовался богатой библиотекой. Она была опубликована в 1929 году. Первый сборник «Львовские рассказы» («Львівські оповідання») был опубликован в 1948. Много лет был на газетной работе. В 1950—61 был главным редактором украинской «Літературної газети». Известность ему принес исторический роман «Даниил Галицкий» (1951, переведен на русский в 1956). В нем писатель передал дух далекой эпохи, создал впечатляющий образ князя Данилы, утвердившего величие Галицкой Руси. Написал пьесу «На большую землю» («На велику землю», постановка в 1949, опубликована в 1951).
Скончался осенью 1993 года. Похоронен в Киеве на Байковом кладбище.

## Награды и премии
- орден Трудового Красного Знамени
- орден «Знак Почёта» (24.11.1960)
- медали
- Зачепиловский колхоз установил премию имени комбрига Якова Захаровича Покуса. Первая премия была вручена Антону Федоровичу Хижняку, а он передал её в фонд Мира.

## Семья
Сын — Хижняк Игорь Антонович — доктор исторических наук, доктор политических наук, профессор, академик Украинской академии политических наук.

## Творчество

### Романы
- «Даниил Галицкий» (1951)
- «Сквозь столетие» (1989)

### Повести
- «По Швеции» (1958, путевой дневник)
- «Тамара» (1959)
- «Неугомонная» («Невгамона»,1961)
- «Внуки спросят» («Онуки спитают»,1963)
- «Нильская легенда» (1966) (отмечен Международной премией им. Гамаля Абделя Насера)
- «Киевская прелюдия» (1977)

### Публицистика
- «Именем Ленина едины» («Іменням Леніна едині», 1968)
- «Слово современника» («Слово сучасника», 1974)

### Пьесы
- «На большую землю» («На велику землю», 1948)
- «Голубая кровь» («Голуба кровь», 1927)
- «Львовские рассказы» («Львівські оповідання», сборник, 1948)